# Stanisław Chorzemski
Stanisław Andrzej Chorzemski (ur. 1927 w Gołębowie, zm. 2010 w Warszawie) – artysta plastyk. 

## Życiorys
Syn Stanisława i Izabelli z Ziołeckich. W 1956 r. uzyskał dyplom ukończenia wydziału grafiki Akademii Sztuk Pięknych w Warszawie, w pracowni malarskiej prof. Leona Michalskiego i w pracowni grafiki książki u prof. Jana Marcina Szancera. Ponadto w 1962 r. zdobył dyplom na wydziale scenografii ASP w Warszawie u prof. Władysława Daszewskiego. Przewodnią tematyką obrazów Stanisława Chorzemskiego była marynistyka i pejzaże. Pracował jako grafik  w czasopismach oraz ilustrator książek.
Brał udział w wystawach zbiorowych grafiki i malarstwa w Polsce oraz w Erywaniu i Hamburgu w latach 1957-1982. Miał 4 wystawy indywidualne w latach 1984–1988 w Warszawie.  Jego prace są prezentowane w muzeach w Polsce, a także wzbogacają zbiory w Japonii, Niemczech, USA i Holandii.